# Mansonelliasis
Mansonelliasis (o mansonellosis) es la condición de infección en humanos por especies de nematodos del género Mansonella. Está distribuido en África y las Américas tropicales hasta Argentina, y es transmitido por "biting midges" (mosquitos del género Culicoides) o "blackflies" (moscas del género Simulium) infectados. Usualmente es asintomático, su mortalidad es muy baja o probablemente nula, es más común con la edad y se encuentra en más abundancia en personas sintomáticas. Los síntomas incluyen fiebre, pruritos, entre otras manifestaciones, que pueden variar de especie a especie.
Las especies del género que producen la enfermedad son M. perstans, M. streptocerca y M. ozzardi.
El tercer estadio del nematodo se encuentra en la sangre, que ingresa al díptero durante la picadura. Las siguientes picaduras infectan a un hospedador humano nuevo, las larvas penetran y según la especie pueden desarrollarse hasta adultos en la cavidad peritoneal, la cavidad pleural, el pericardio, el tejido subcutáneo o el dérmico.
El examen de muestras de sangre o de biopsias de piel afectada pueden permitir la identificación de Mansonella.
Hay tratamientos por drogas poco efectivos, siendo el más eficiente un cóctel de drogas.
Se recomienda el uso de repelentes para prevenir la enfermedad.